# Gösta Törner

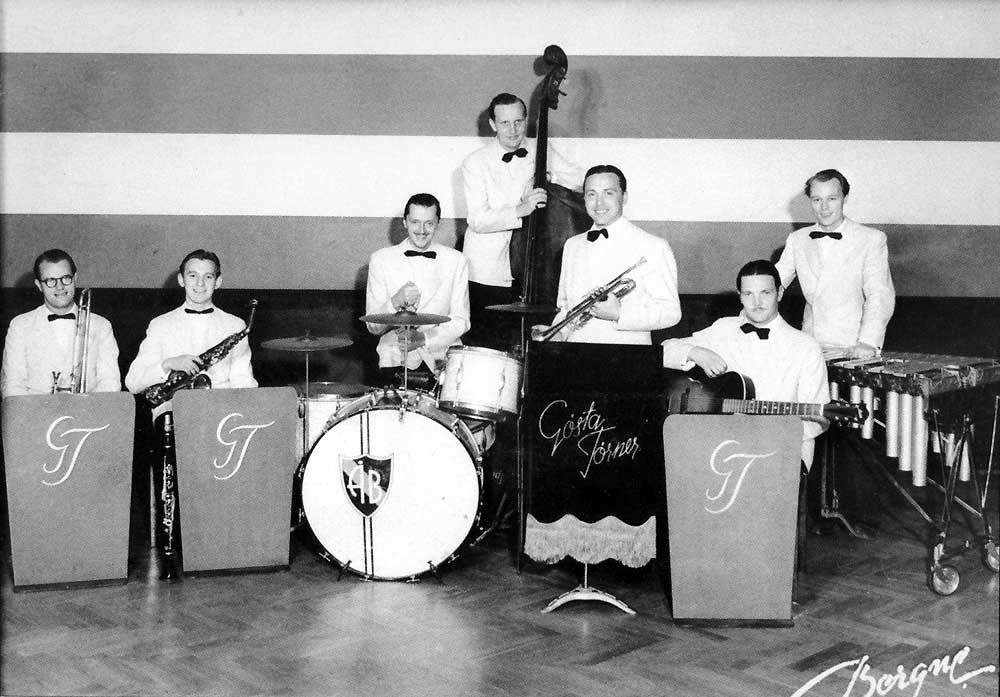
Gösta Törners orkester på 1940-talet med bland annat gitarristen Folke Eriksberg.

Gösta Bertil Hjalmar Törner, född 27 oktober 1912 i Stockholm, död 11 oktober 1982 på Lidingö, var från 1935 och cirka 20 år framåt en av Sveriges ledande jazztrumpetare. 

## Biografi
Född och uppvuxen på Söder i Stockholm fick han sitt första engagemang i en orkester som leddes av violinisten Herman Porres, som var far till sångerskan Nannie Porres. År 1929 engagerades han av Thore Jederby och senare även av bland andra Frank Vernon, Folke "Göken" Andersson och Thore Ehrling. 
På 1940-talet ledde han en egen orkester, som gjorde många inspelningar, bland annat med Arne Domnérus i besättningen. 1949 medverkade han i den så kallade Parisorkestern, som representerade Sverige på jazzfestivalen i Paris samma år. Andra medlemmar var Arne Domnerus, Putte Wickman och Reinhold Svensson. 
Under 1950-talet spelade Törner på Svenska Amerika Liniens m/s Kungsholm och fick då även möjlighet att musicera på berömda jazzklubbar i New York, varvid han bland annat erbjöds ett tvåårigt kontrakt med banjoisten Eddie Condons band.
I Sverige falnade intresset för jazzmusik under 1960-talet och bortsett från enstaka engagemang försörjde sig Törner under sina sista 15 yrkesverksamma år bland annat som vaktmästare och (i huvudsak) caddiemaster på Lidingö Golfklubb. 
Sin sista inspelning gjorde Törner 1964 med LP:n Gösta Törner - Living Legend (Nostalgia 7607), där bland andra också klarinettisten Ove Lind och trumslagaren Egil Johansen medverkar.
Törner var en framstående lyrisk improvisatör, företrädesvis i klassisk swingstil. Som förebilder bland jazztrumpetarna framhöll han Louis Armstrong, Bix Beiderbecke och Bobby Hackett. I Sverige har hans tradition förts vidare av bland andra Jörgen Zetterquist.
Törner var också en skicklig tecknare och ritade många porträtt och karikatyrer av inte minst sina musikerkollegor. I denna egenskap anlitades han emellanåt av jazztidskriften Orkesterjournalen, bland annat för dess porträttserie "Svenskt stjärnalbum".
Gösta Törner är gravsatt i minneslunden på Brännkyrka kyrkogård.

## Diskografi
- Boy meets horn. LP. Sonora 6394.035. 1973
- Gösta Törner. LP. Telestar TR 1120. 1972.
- Gösta Törner, trumpet player. CD. Phontastic PHONT CD 9301. 1994
- Liseberg, Bal Palais, la Visite. LP. Odeon 7C 054-35297. 1977
- Living Legend. LP. Phontastic NOST 7607. 1979
- Stockholm blues 1947. Bob Laine & Gösta Törner with Stan Hasselgard. CD. Dragon DRCD 334. 1999

## Filmografi roller
- 1949 – Kvinnan som försvann
- 1940 – Lillebror och jag